# Tchavouch

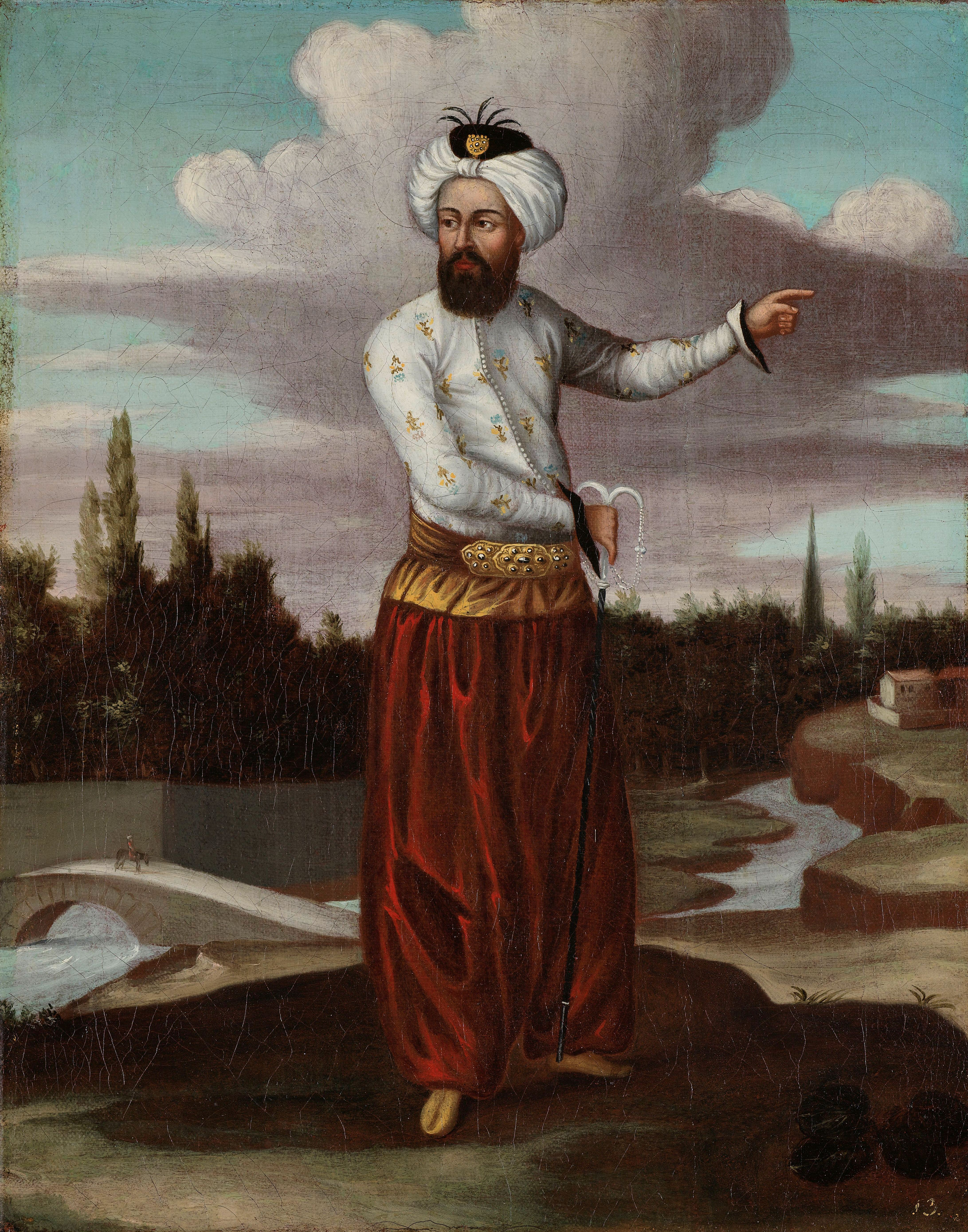
Een tchavouch, atelier van Jean Baptiste Vanmour, 1700 - 1737

Een tchavouch (Turks: çavuş) is een Turkse officiële boodschapper, afgezant of sergeant. Het was ook een titel voor een officier van het Ottomaanse hof.